# Limas ringmur

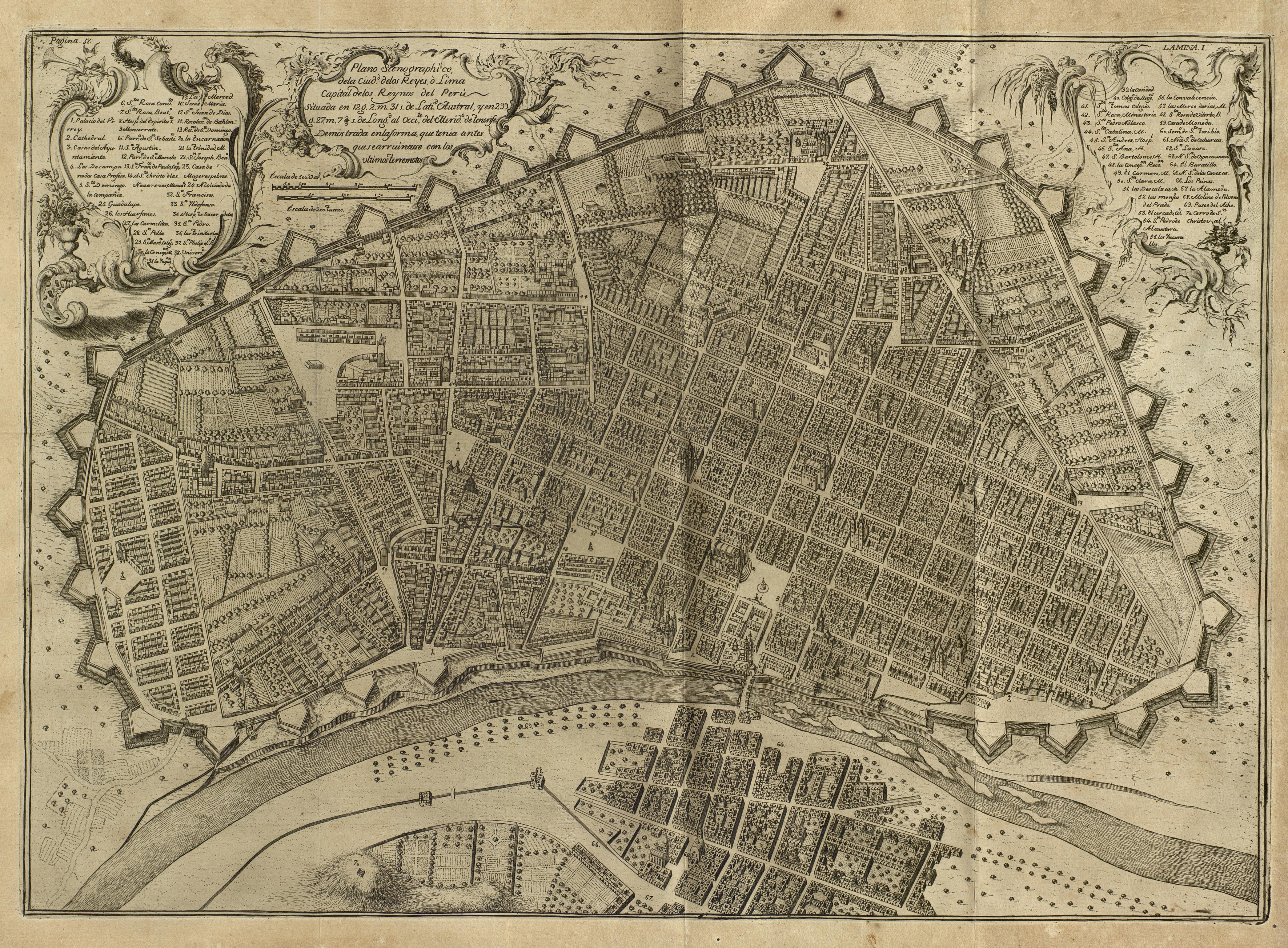
Karta över Lima, 1744

Limas ringmur var en befästning i Lima, Peru, som huvudsakligen bestod av en mur och bastioner, vars syfte var att försvara "Kungarnas stad" från möjliga attacker utifrån. Den byggdes mellan 1684 och 1687 under vicekungen Melchor de Navarra y Rocafull och täckte det område som kallas Damero de Pizarro. Den låg på de nuvarande avenyerna Alfonso Ugarte, Paseo Colón, Grau och den vänstra stranden av floden Rímac. Ringmuren revs 1871. Några lämningar ses i Parque de la Muralla och i bastionen Santa Lucía.